# Corredor Calgary–Edmonton

Corredor de Calgary–Edmonton

El Corredor Calgary-Edmonton es una región geográfica de la provincia canadiense de Alberta, en el centro-oeste del país. Es la zona más urbanizada en Alberta y es una de las cuatro regiones más urbanas y densamente pobladas de Canadá.
Según Stadistics Canada,    la región cubre una distancia de aproximadamente 400 km. Incluye la totalidad de las áreas metropolitanas de Calgary y Edmonton y las aglomeraciones de censo de Red Deer y Wetaskiwin.

## Población
En el censo de Canadá de 2001, la población del Corredor Calgary-Edmonton fue 2.149.586, lo que representaba el 72,3% de la población de Alberta. En el censo de 2011, la población del corredor había aumentado levemente a 2.703.380 o el 74,2% de la población de la provincia.
A continuación se presenta el crecimiento de la población histórica del Corredor Calgary-Edmonton entre 1996 y 2011 por su división regional para los cenos:
| División censal           | Área (km²) | Pob. (2011) | Pob. (2006) | Pob. (2001) | Pob. (1996) |
| ------------------------- | ---------- | ----------- | ----------- | ----------- | ----------- |
| Division No. 6            | 12 645,88  | 1 311 022   | 1 160 936   | 1 021 060   | 880 859     |
| Division No. 8            | 9909,31    | 189 243     | 175 337     | 153 049     | 133 592     |
| Division No. 11           | 15 767,99  | 1 203 115   | 1 076 103   | 975 477     | 898 888     |
| Corredor Calgary–Edmonton | 38 323,18  | 2 703 380   | 2 412 376   | 2 149 586   | 1 913 339   |
| Provincia de Alberta      | 640 081,87 | 3 645 257   | 3 290 350   | 2 974 807   | 2 696 826   |
| Proporción provincial     | 6.0%       | 74.2%       | 73.3%       | 72.3%       | 70.9%       |